# Alicia Molik
Alicia Molik (* 27. Januar 1981 in Adelaide) ist eine ehemalige australische Tennisspielerin.

## Karriere
Molik begann 1996 in ihrer australischen Heimat auf ITF-Turnieren. Dort gewann sie 1998 ihren ersten Titel, im Laufe des Jahres brachte sie es auf sieben Einzel- und acht Doppeltitel.
Im selben Jahr hatte sie als Qualifikantin bei den Australian Open ihren ersten Auftritt bei einem Grand-Slam-Turnier. Bei den Juniorinnen gewann sie den Doppeltitel.
2005 krönte sie gleich ihr erstes Finale bei einem Grand-Slam-Turnier mit einem Sieg; sie gewann zusammen mit Swetlana Kusnezowa die Doppelkonkurrenz der Australian Open. Im Juni 2007 sicherte sie sich auch bei den French Open den Doppeltitel, diesmal an der Seite von Mara Santangelo. Insgesamt gewann sie auf der Tour fünf Einzel- und sieben Doppeltitel. Ihre höchsten Positionen im Ranking der WTA erreichte sie mit Rang 8 im Einzel und Rang 6 im Doppel jeweils im Jahr 2005.
Bei den Olympischen Spielen 2004 in Athen gewann sie die Bronzemedaille im Einzel. Auch in Sydney (2000) und Peking (2008) war sie für Australien am Start. Zudem spielte sie von 1999 bis 2010 für ihr Land im Fed Cup (18 Siege, 21 Niederlagen).
Im September 2008 gab Molik ihr Karriereende bekannt. Doch meldete sie sich ein Jahr später mit einem ITF-Turniersieg im Doppel zurück und gewann dann noch drei weitere ITF-Titel im Einzel. 2011 kehrte sie dem Profizirkus endgültig den Rücken.
Ab 1999 bis 2010 spielte sie für die australischen Fed-Cup-Mannschaft; von ihren 39 Partien konnte sie 18 gewinnen. Seit dem 18. Januar 2013 ist Alicia Molik Teamchefin der Mannschaft.

## Turniersiege

### Einzel
| Nr. | Datum            | Turnier   | Kategorie    | Belag             | Finalgegnerin      | Ergebnis       |
| --- | ---------------- | --------- | ------------ | ----------------- | ------------------ | -------------- |
| 1.  | 10. Januar 2003  | Hobart    | WTA Tier V   | Hartplatz         | Amy Frazier        | 6:2, 4:6, 6:4  |
| 2.  | 8. August 2004   | Stockholm | WTA Tier IV  | Hartplatz         | Tetjana Perebyjnis | 6:1, 6:1       |
| 3.  | 24. Oktober 2004 | Zürich    | WTA Tier I   | Hartplatz (Halle) | Marija Scharapowa  | 4:6, 6:2, 6:3  |
| 4.  | 31. Oktober 2004 | Luxemburg | WTA Tier III | Hartplatz (Halle) | Dinara Safina      | 6:3, 6:4       |
| 5.  | 15. Januar 2005  | Sydney    | WTA Tier II  | Hartplatz         | Samantha Stosur    | 6:75, 6:4, 7:5 |

### Doppel
| Nr. | Datum            | Turnier         | Kategorie   | Belag             | Partnerin           | Finalgegnerinnen                         | Ergebnis       |
| --- | ---------------- | --------------- | ----------- | ----------------- | ------------------- | ---------------------------------------- | -------------- |
| 1.  | 19. Juni 2004    | Eastbourne      | WTA Tier IV | Rasen             | Magüi Serna         | Swetlana Kusnezowa Jelena Lichowzewa     | 6:4, 6:4       |
| 2.  | 8. August 2004   | Stockholm       | WTA Tier IV | Hartplatz         | Barbara Schett      | Emmanuelle Gagliardi Anna-Lena Grönefeld | 6:3, 6:3       |
| 3.  | 7. November 2004 | Philadelphia    | WTA Tier II | Hartplatz (Halle) | Lisa Raymond        | Liezel Huber Corina Morariu              | 7:5, 6:4       |
| 4.  | Januar 2005      | Australian Open | Grand Slam  | Hartplatz         | Swetlana Kusnezowa  | Lindsay Davenport Corina Morariu         | 6:3, 6:4       |
| 5.  | 26. Februar 2005 | Doha            | WTA Tier II | Hartplatz         | Francesca Schiavone | Cara Black Liezel Huber                  | 6:3, 6:4       |
| 6.  | April 2005       | Miami           | WTA Tier I  | Hartplatz         | Swetlana Kusnezowa  | Lisa Raymond Rennae Stubbs               | 7:5, 6:75, 6:2 |
| 7.  | Juni 2007        | French Open     | Grand Slam  | Sand              | Mara Santangelo     | Katarina Srebotnik Ai Sugiyama           | 7:65, 6:4      |

## Abschneiden bei bedeutenden Turnieren

### Einzel
Die Tabelle listet die Ergebnisse der Grand-Slam-Turniere, der Tour Championships, der Olympischen Spiele, des Fed Cups bzw. Billie Jean King Cups und der Turniere folgender Kategorien auf: 1990–2008: Tier I, 2009–2020: Premier Mandatory und Premier 5, ab 2021: WTA 1000.
| Turnier            | 1998 | 1999 | 2000 | 2001 | 2002 | 2003 | 2004 | 2005 | 2006 | 2007 | 2008 | 2009 | 2010 | 2011 | Karriere |
| ------------------ | ---- | ---- | ---- | ---- | ---- | ---- | ---- | ---- | ---- | ---- | ---- | ---- | ---- | ---- | -------- |
| Australian Open    | Q2   | 1    | 3    | 1    | 1    | 1    | AF   | VF   | —    | 3    | 2    | —    | 1    | 2    | 1 × VF   |
| French Open        | —    | 3    | 1    | 1    | 1    | 1    | 1    | —    | 3    | 1    | Q1   | —    | 1    | —    | 2 × 3R   |
| Wimbledon          | —    | 1    | 2    | 2    | 1    | 3    | 3    | —    | 2    | 2    | Q1   | —    | 2    | —    | 2 × 3R   |
| US Open            | —    | 1    | 2    | 3    | 2    | 3    | 2    | 1    | 1    | 1    | —    | —    | 1    | —    | 2 × 3R   |
| Tour Championships | —    | —    | —    | —    | —    | —    | —    | —    | —    | —    | —    | —    | —    | —    | —        |
| Doha               |      |      |      |      |      |      |      |      |      |      | —    |      |      |      | —        |
| Dubai              |      |      |      |      |      |      |      |      |      |      |      | —    | 2    | —    | 1 × 2R   |
| Indian Wells       | —    | 2    | —    | —    | —    | —    | 3    | —    | —    | 3    | —    | —    | AF   | —    | 1 × AF   |
| Miami              | —    | 2    | —    | 1    | 1    | AF   | AF   | AF   | —    | 1    | —    | —    | 2    | —    | 3 × AF   |
| Hilton Head Island | —    | —    | —    |      |      |      |      |      |      |      |      |      |      |      | —        |
| Charleston         |      |      |      | —    | 1    | —    | —    | —    | —    | 1    | 1    |      |      |      | 3 × 1R   |
| Rom                | —    | —    | —    | —    | —    | —    | 1    | —    | 1    | —    | Q1   | —    | Q2   | —    | 2 × 1R   |
| Madrid             |      |      |      |      |      |      |      |      |      |      |      | —    | Q1   | —    | 1 × Q1   |
| Berlin             | —    | —    | —    | —    | —    | —    | —    | —    | —    | —    | —    |      |      |      | —        |
| San Diego          |      |      |      |      |      |      | AF   | —    | —    | —    |      |      |      |      | 1 × AF   |
| Cincinnati         |      |      |      |      |      |      |      |      |      |      |      | —    | —    | —    | —        |
| Kanada             | —    | —    | —    | —    | —    | 1    | —    | —    | 1    | —    | —    | —    | Q1   | —    | 2 × 1R   |
| Tokio              | —    | —    | —    | —    | —    | —    | 1    | —    | —    | —    | —    | —    | —    | —    | 1 × 1R   |
| München            | —    | —    |      |      |      |      |      |      |      |      |      |      |      |      | —        |
| Zürich             | —    | —    | —    | —    | —    | 1    | S    | 1    | 1    | Q2   |      |      |      |      | 1 × S    |
| Peking             |      |      |      |      |      |      |      |      |      |      |      | —    | —    | —    | —        |
| Moskau             | —    | —    | —    | —    | —    | Q2   | —    | 1    | —    | 1    | —    |      |      |      | 2 × 1R   |
| Olympische Spiele  |      |      | 1    |      |      |      | B    |      |      |      | 1    |      |      |      | 1 × B    |
| Fed Cup            | —    | W2   | —    | VF   | 1    | 1    | 1    | —    | P2   | W2   | —    | —    | PO   | —    | 1 × VF   |

Zeichenerklärung: S = Turniersieg; F, HF, VF, AF = Einzug ins Finale, Halb-, Viertel-, Achtelfinale; 1, 2, 3 = Ausscheiden in der 1., 2., 3. Haupt- / Finalrunde; Q1, Q2, Q3 = Ausscheiden in der 1., 2. 3. Qualifikationsrunde; RR = Round Robin (Gruppenphase); nicht ausgetragen oder andere Kategorie; PO (Playoff), P2 = Auf-/Abstiegsrunde zur Weltgruppe I/II im Fed Cup; W2, K1, K2, K3 = Teilnahme in der Weltgruppe II, Kontinentalgruppe I, II, III im Fed Cup.